# Чарторыйский, Василий Константинович
Васи́лий Константи́нович, князь Чарторыйский (около 1375, Чарторыйск — 1416, там же) — государственный и военный деятель Великого княжества Литовского из рода Чарторыйских.

## Биография
Сын Константина Кориатовича, князя Чарторыйского, внук новогрудского и волковысского литовско-русского князя Кориата-Михаила Гедиминовича из династии Гедиминовичей, правнук великого князя литовского Гедимина.
В 1393 году на службе при дворе князя Ягайло, владел Логойском.
Василий Константинович получил в удел город Чарторыйск с окрестностями на Волыни и первым стал именоваться князем Чарторыйским, передав этот титул своим потомкам.
Его жена была неизвестная Анна. В этом браке родилось три сына:
- Иван Васильевич Чарторыйский (ум. 1460)
- Александр Васильевич Чарторыйский (ум. 1477), наместник Псковской (1443—1447) и (1456—1460), в Великом Новгороде (1447—1456)
- Михаил Васильевич Чарторыйский (ум. 1489)

## Ссылка
- Czartoryski Wasyl (недоступная ссылка)